# Херпетологија
Херпетологија (од грч. ἑρπετόν, херпетон — гмижућа животиња, и λογία, логија — проучавање) представља грану зоологије која се бави проучавањем водоземаца (укључујући жабе, мрмољке итд.) и гмизаваца (укључујући змије, гуштере, корњаче, крокодиле итд.).
Херпетологија проучава поикилотермне, хладнокрвне четвороношце. У ову групу се не убрајају рибе. Међутим, није необично да се херпетолози и ихтиолози (који изучавају рибе) „удруже“ на заједничким пројектима, објављују заједничке радове и држе конференције у циљу размјене идеја и сазнања у сродним пољима проучавања. Један од примјера овакве сарадње је и једна од највећих организација тог типа, Америчко удружење ихтиолога и херпетолога.
Херпетологија је корисна између осталог и због тога што проучава улогу водоземаца и гмизаваца у глобалној екологији, посебно зато што су обје групе врло осјетљиве на климатске промјене, на тај начин шаљући људима јасно упозорење када се десе неке промјене. Неки отрови, које производе гмизавци и водоземци, користе се у модерној медицини. На примјер, отрови неких змија користе се за справљање антикоагуланата, који се користе за лијечење срчаног удара и шлога.
У модерном образовању, ријеткост је да се неко првобитно и једино бави херпетологијом. Већина се бави проучавањем екологије, еволуције, таксономије, физиологије или молекуларне биологије, а у оквиру тих поља интересовања могу пронаћи неке одговоре проучавајући гмизавце и водоземце.